# Otto Jäger (Abt)
Otto Jäger (* in Deutsch-Matrei, heute Matrei am Brenner; † 8. Juni 1385 in Ebrach) war von 1349 bis 1385 Abt des Zisterzienserklosters in Ebrach.

## Leben
Otto Jäger wurde im letzten Drittel des 13. oder im ersten Drittel des 14. Jahrhunderts in Deutsch-Matrei im heutigen Tirol geboren. Die Eltern sind nicht bekannt, auch die schulische Ausbildung wird in den Quellen nicht erwähnt. Unter Abt Konrad, der 1299 bis 1316 amtierte, trat Otto Jäger in das Kloster Stams in Tirol ein und stieg hier schnell auf. Er studierte Theologie und erreichte bald akademische Grade. 
In Stams war allerdings sein Entfaltungsspielraum beschränkt. 1349 wechselte er in das wesentlich größere fränkische Kloster Ebrach. Im selben Jahr wählte ihn der Konvent zum Abt.
Die mehr als dreißig Jahre seines Abbatiats sind in der Literatur nicht gut erforscht. Papst Urban VI. erteilte Otto Jäger, wohl in den 1370er Jahren, als erstem der Ebracher Äbte das Recht, die Pontifikalien zu tragen. Am 8. Juni 1385 starb Otto Jäger in Ebrach und wurde in der Klosterkirche in der Nähe der Sakristei beigesetzt. Von seinem Grab findet sich keine Spur mehr.